# 第11號交響曲 (蕭士塔高維奇)
g小调第11號交响曲，作品103，是俄國作曲家德米特里·肖斯塔科维奇的音樂作品。創作於1957年，作曲家以此樂曲題紀念1905年1月22日（即俄曆1月9日）在聖彼得堡發生的「血腥星期日」事件，因此本曲亦附有標題，稱作「1905年」。當日數以萬計的聖彼堡的工人發動遊行，要求沙皇改革，但最後卻導致軍隊武裝鎮壓，射殺示威者的收場。
樂曲於1957年10月30日由纳坦·拉赫林帶領蘇聯國家交響樂團作首演。並得到了成功。亦令作曲家於翌年4月再一次獲頒“列宁奖”，一個月後再獲中央政府為1948年日丹諾夫對他在內的多位作曲家的譴責作出平反，並恢復了各種待遇及名譽。

## 背景
肖斯塔科维奇於二戰期間曾創作被稱為「戰爭三部曲」之稱的第7，8及9號交響曲，戰爭結束後，他又想到以蘇聯二十世紀前期所發生的一連串革命事件為交響曲的題栽，最終寫出了第11，12及13號交響曲。這三首交響曲後來被稱為「革命三部曲」。
肖斯塔科维奇最初希望這首作品能在俄國1905年革命五十周年纪念時（即1955年）完成，但因為多方面的因素而未能成事，例如1954年他的母親和第一任妻子麗娜（Nina Varzar）去世，並和第二任妻子瑪嘉列堤（Margarita Kainova）結婚，另外，自斯大林去世後，他一些被囚禁於勞改營中的朋友終於都被釋放而得以再見面等，都令到這首作品的完成日期一拖再拖。至於1956年蘇聯派兵干預匈牙利革命一事，亦為作曲家帶來了創作上的刺激。
由於在本交響曲中，作曲家把一些蘇聯革命歌曲的曲調滲進在樂曲中，使聽眾一聽到時產生了共鳴，因此亦可以解釋到為何這曲能夠得到蘇聯當局的正面評價。

## 分析

### 配器
- 木管樂器：3長笛（第3長笛兼任短笛）、3雙簧管（第3雙簧管兼任英國管）、3單簧管（第3單簧管兼任低音單簧管）、3巴松管（第3巴松管兼任低音巴松管）
- 銅管樂器：4圓號、3小號、3長號、大號
- 敲擊樂器：定音鼓、大鼓、小鼓、鈸、三角鐵、鑼、木琴、管鐘
- 鍵盤樂器：:鋼片琴、鋼琴
- 弦樂器：第1小提琴、第2小提琴、中提琴、大提琴、低音提琴、2 豎琴

### 樂曲結構

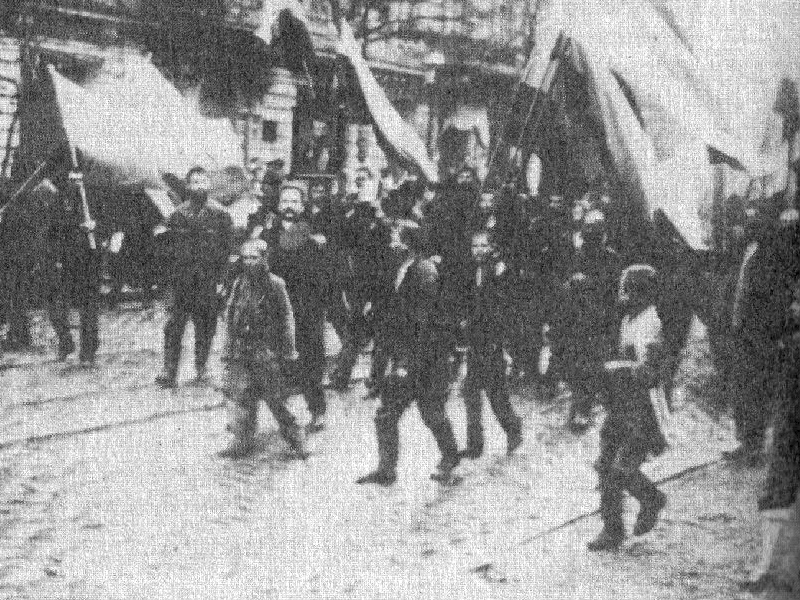
1905年，示威者向冬宫行进

本曲共分為四個樂章，樂章之間均緊接在一起，沒有停頓。演奏時間約為1小時。
- 第1樂章：慢板（Adagio）－“冬宫广场”16分鐘

以寒冷、安静的氣氛開始，由冰冷的絃樂和遠處傳來的三連音定音鼓声引出险恶的动机。而銅管樂的叫聲亦加強了這份冰冷感，寧靜中似乎埋藏著後來不安的伏線。整個樂章都是保持著弱音聲量演奏。
- 第2樂章：快板（Allegro）－“一月九日”，18分鐘

第一部分可以解读为人群向冬宫集中，这一部分音乐素材紧凑，进行迅速，很快筑起了两个高潮，但随即又降入冰冷的安静，只有长笛和短笛的旋律，以及遥远的銅管樂及定音鼓於第1樂章中的三連音節奏型。又一个高潮化为了强烈的进行曲，并有炮火一样的鼓声和弦乐赋格段交织在一起，好像军队向人群聚拢。音樂漸漸變得緊張，塑造出一種互相對恃的氣氛。然后直接进入了著名的打击乐独奏，大鼓、小鼓、定音鼓和大锣的声响机械、剧烈，不断重复；突然戛然而止，又转到了起始时的寂静，鋼片琴的獨奏和遠處的小號變成了血腥過後的死寂和對被殺害人民的悼念。定音鼓的三連音節奏型和鋼片琴、豎琴的和絃下進入下一個樂章。

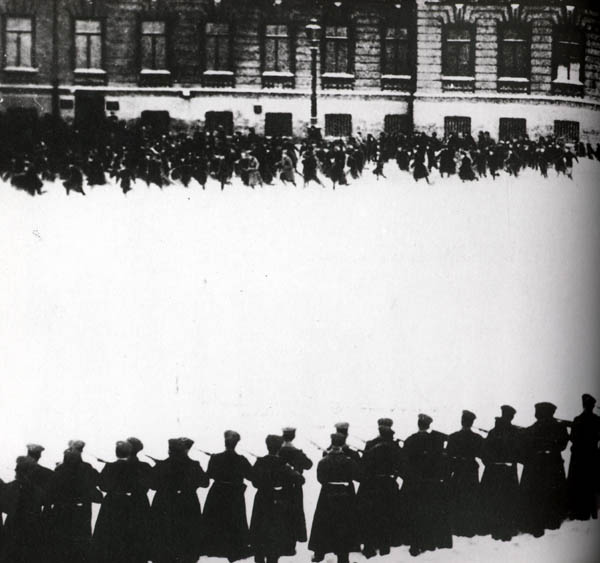
向示威者射击的士兵

- 第3樂章：慢板（Adagio）－“永恒的記憶”，11分鐘

以一首革命時期的葬礼进行曲《受害的你倒下了》為主旋律，是對第2樂章中於暴力下犧牲的人民的輓歌。先以大提琴及低音大提琴的撥絃開始，中提琴奏出主要旋律，兩部小提琴變成了伴奏。中段再次由銅管樂吹出不安的旋律，絃樂作出和應。音量漸漸地增大，定音鼓的三連音續奏帶出新一個衝突點，是運用了第2樂章的素材。這股高潮很快便重新減弱，在巴松管的獨奏下，中提琴新帶出樂章開首的旋律，並在大提琴和低音提琴的最弱奏撥絃下，直接進入最後的樂章。
- 第4樂章：不過份的快板（Allegro ma non troppo）－“警钟”，15分鐘

急速的銅管樂帶出進行曲式的節奏，迅速进入一个暴烈的高潮。這裏用上了革命歌曲「激怒吧，暴君！」，並且重新出現第2樂章的多個片段，這股緊張而急燥的節奏維持著頗長的時間，及後在鈸和鑼的巨響下，絃樂帶回第一樂章開始時的寧靜，這時英國管吹出一段相當長的獨奏，憂傷而帶不安的；然而，這份寧靜再一次被鑼和大鼓所劃破。低音单簧管為首又带入狂暴的音乐中，进行曲再次重现，並加入了另一首革命歌曲「華沙進行曲」。樂曲漸漸推向高潮，敲擊樂和管鐘的g小調和絃，和整體樂隊所奏出的G大调和絃互相角力，這種錯縱複雜的聲色，為後來的1917年革命埋下了另一條伏線。

## 评价与解读
该作品被称为“没有电影的电影配乐”。其中的音乐形象简单、明显，有强烈的冲击力；作曲家还使用了许多十九世纪起就出现的革命歌曲主题，将原歌曲加工后融入在交响乐的织体中。如一首名为《听！》的歌曲在首末乐章都有使用（旋律对应的歌词分别为“秋夜如恶人的心一般黑”和“诅咒暴君”）。这些歌曲很多是作曲家从小就接触、熟悉的。对民间曲调的改造再利用在肖氏作品中并不常见，但这也使该作品具备了强烈的调性感，也更易为被接受。有评论家将这种使用与电影手法蒙太奇相比，并评价为“黑暗的天空中白色的飞鸟”。
有批评家认为作曲家在终曲所敲响的“警钟”，意指沙皇尼古拉斯二世没有对人民的要求做出积极的回应，最终权力尽失的过程。“警钟”（俄语：Nabat）同时也是十九世纪的一份刊物的名称，其主编曾因其关于革命的惊世骇俗的言论而闻名。
据作者的女婿称，该作品的原稿上写的不是“1905年”而是“1906年”，作曲家的生年。一些评论家据此认为，该作品也是作曲家对自己及同代人所作的“安魂曲”，对充满创伤的苏联历史的总结。肖斯塔科维奇一生经历了两次世界大战、一次内战、两次大革命，还有由极权统治造成的恐怖（如大清洗）。然而，这种宿命感和官方的革命主题并不冲突；1905年的血腥星期日并没有像十月革命那样被高度地政治化、具有强烈的象征意义，艺术家依然有自己发挥的余地。当时的一些电影和诗歌，也对这一事件作了各种表达。
肖斯塔科维奇自认为这部作品是他最“穆索尔斯基式的”——穆索尔斯基在此象征着民众和循环：民众在压迫下受苦，反抗，被压制。据称肖斯塔科维奇自己说：“我想展示这种循环……人们失去了信仰，因为恶之杯已经倾倒。”这句话在《见证》中也出现，但因为后者的可信度存疑，一些评论家认为这种解释过于牵强附会。但这种循环的主题，也被许多其他俄国知识分子用诗歌或其它艺术形式表现。